# ريج سينجر
ريج سينجر (بالإنجليزية: Reg Singer)‏ (14 فبراير 1924 بنيوزيلندا - 14 ديسمبر 2001) هو لاعب كرة قدم نيوزلندي في مركز الهجوم. شارك مع منتخب نيوزيلندا لكرة القدم. أما مع النوادي، فقد لعب مع ستوب أوت ‏.